# دانغ ثي نجوك ثينه
دانغ ثي نجوك ثينه (بالفيتنامية: Đặng Thị Ngọc Thịnh)‏ هي سياسية فيتنامية، كان تشغل منصب نائب لرئيس فيتنام تران داي كوانغ الذي توفي في 21 سبتمبر 2018، فشغلت المنصب بعده بالوكالة.
كما شغلت منصب نائب رئيس فيتنام نغوين فو ترونغ.